# 住友別子鉱山鉄道

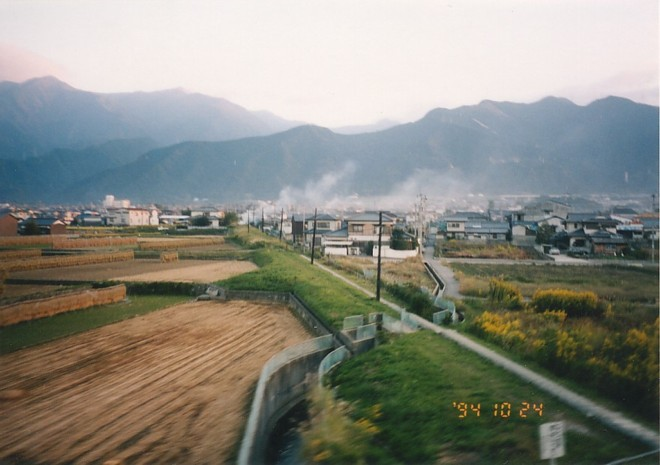
下部鉄道の廃線跡
予讃線新居浜駅 - 中萩駅間から

住友別子鉱山鉄道（すみともべっしこうざんてつどう）は、かつて1977年（昭和52年）まで愛媛県新居浜市において鉱石輸送や旅客輸送を行っていた住友金属鉱山運営の鉱山鉄道（一時期は地方鉄道）の通称である。「別子鉱山鉄道」や「別子鉄道」とも呼ばれた。また角石原駅 - 石ケ山丈駅間は「上部鉄道」、惣開駅 - 端出場駅間などは「下部鉄道」と呼ばれた。
伊予鉄道に続く愛媛県で2番目の鉄道（山岳鉱山鉄道としては日本初）として1893年（明治26年）に開業した。主に別子銅山から採掘された銅鉱石を製錬所や港湾へと輸送する役割を担ったが、1973年（昭和48年）の別子銅山閉山を見届けた後、1977年（昭和52年）1月31日限りで廃止された。

## 歴史
- 1893年（明治26年）
  - 5月 - 下部鉄道 惣開 - 端出場間が開業。
  - 12月 - 上部鉄道開業。
- 1911年（明治44年）10月7日 - 上部鉄道廃止。
- 1927年（昭和2年）7月 - 住友別子鉱山が発足、同社の鉱山鉄道となる。
- 1929年（昭和4年）11月5日 - 地方鉄道に転換、一般旅客営業開始[1]。
- 1936年（昭和11年）9月16日 - 星越駅 - 新居浜港駅間が開業。
- 1937年（昭和12年）6月21日 - 住友別子鉱山が住友炭礦と合併し住友鉱業に社名変更。
- 1942年（昭和17年）11月12日 - 国鉄連絡線（星越駅 - 新居浜駅間）が開業。
- 1946年（昭和21年）1月29日 - 住友鉱業が井華鉱業に社名変更。
- 1950年（昭和25年）
  - 3月1日 - 井華鉱業の金属部門が独立し別子鉱業発足、同社の路線となる（井華鉱業は1952年に住友石炭鉱業と社名変更）。
  - 5月1日 - 電化完成、電気機関車導入。
- 1952年（昭和27年）6月 - 別子鉱業が住友金属鉱山に社名変更。
- 1955年（昭和30年）1月1日 - 一般旅客営業廃止、鉱山鉄道に再転換。
- 1967年（昭和42年）1月31日 - 国鉄連絡線廃止。
- 1975年（昭和50年）9月3日 - 星越駅 - 新居浜港駅間廃止。
- 1977年（昭和52年）2月1日 - 惣開駅 - 端出場駅間（9.9km）廃止、下部鉄道全廃[2]。

## 上部鉄道
上部鉄道は標高800メートル以上の地点を、急峻な断崖の等高線にほぼ沿う形で敷設されていた。路線は急カーブが連続し、線路用地は石垣を築き確保されていた。カーブは133カ所に及んだという。
別子銅山で採掘された鉱石は、角石原駅（かどいしはら）で積み込まれ、途中交換駅の一本松駅を経由し、石ケ山丈駅（いしがさんじょう）で降ろされ、索道で下部鉄道（後述）の端出場駅（はでば）に輸送された後、新居浜港へ運搬されていた。ここより標高の低い第三通洞の開通により役目を終え、1911年（明治44年）10月7日、18年間で廃止された。

### 路線データ
- 路線距離：角石原駅（標高約1100m） - 石ケ山丈駅（標高約835m）間の 5.5km
- 軌間：762mm
または、28ポンドレール単線、軌間2.6フィート（79.24cm）[4]
- 複線区間：なし（全線単線）
- 電化区間：なし（全線非電化）

### 駅一覧
角石原駅 - 一本松駅 - 石ケ山丈駅

### 接続路線
石ケ山丈駅：下部鉄道（端出場駅との間は高低差690mの自動式の複式索道で結ばれていた）

## 車両

### 蒸気機関車
- 1 - 10
1892年 - 1901年、クラウス製の車軸配置0-4-0(B)、11トン級のタンク機関車。
- 11
1927年、日立製作所製の車軸配置0-6-0(C)、14トン級のタンク機関車。1948年、日本鉱業佐賀関鉄道に譲渡。
- 12・13
1913年、クラウスの車軸配置0-6-0(C)、18トン級のタンク機関車。旧小坂鉄道7・8。1928年入線。
- 14
1927年、汽車製造製の車軸配置0-6-0(C)、15トン級のタンク機関車。旧耶馬渓鉄道10．1948年、日本鉱業佐賀関鉄道に譲渡。
- 15・16
1931年および1934年、汽車製造製の車軸配置0-6-0(C)、17トン級のタンク機関車。
- 17・18
1937年および1941年、日本車輌製造製の車軸配置0-6-0(C)、18トン級のタンク機関車。
- 19
1943年、立山重工業製の車軸配置0-6-0(C)、21トン級のタンク機関車。
- 21・22
1943年および1945年、立山重工業製の車軸配置0-6-0(C)、20トン級のタンク機関車。
- 30
1944年、立山重工業製の車軸配置0-6-0(C)、16トン級のタンク機関車。
- 40
1930年、若津鉄工所製の車軸配置2-4-2(1B1)、20トン級のタンク機関車。旧日本鉱業佐賀関鉄道ケ801

### 車両数の推移
| 年度 | 蒸気機関車 | 客車 | 貨車 | 貨車 |
| 年度 | 蒸気機関車 | 客車 | 有蓋 | 無蓋 |
| ---- | ---------- | ---- | ---- | ---- |
| 1929 | 10         | 21   | 0    | 333  |
| 1930 | 11         | 24   | 5    | 377  |
| 1931 | 12         | 24   | 5    | 379  |
| 1932 | 12         | 25   | 5    | 379  |
| 1933 | 12         | 25   | 5    | 379  |
| 1934 | 12         | 23   | 5    | 391  |
| 1935 | 13         | 23   | 5    | 391  |
| 1936 | 13         | 23   | 5    | 407  |
| 1937 | 14         | 23   | 5    | 426  |

## 現在の姿
上部鉄道の現在の姿 

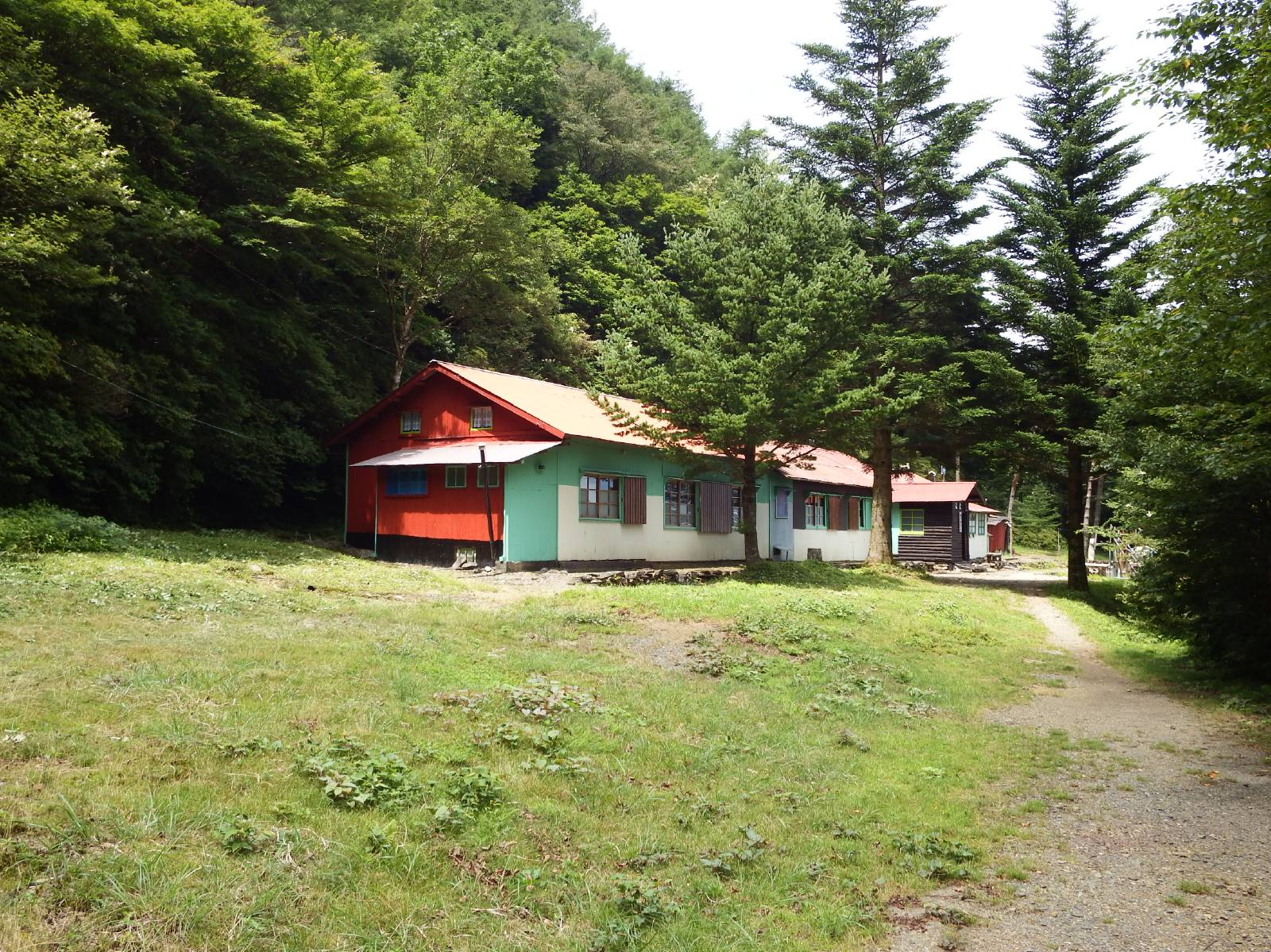
元角石原駅
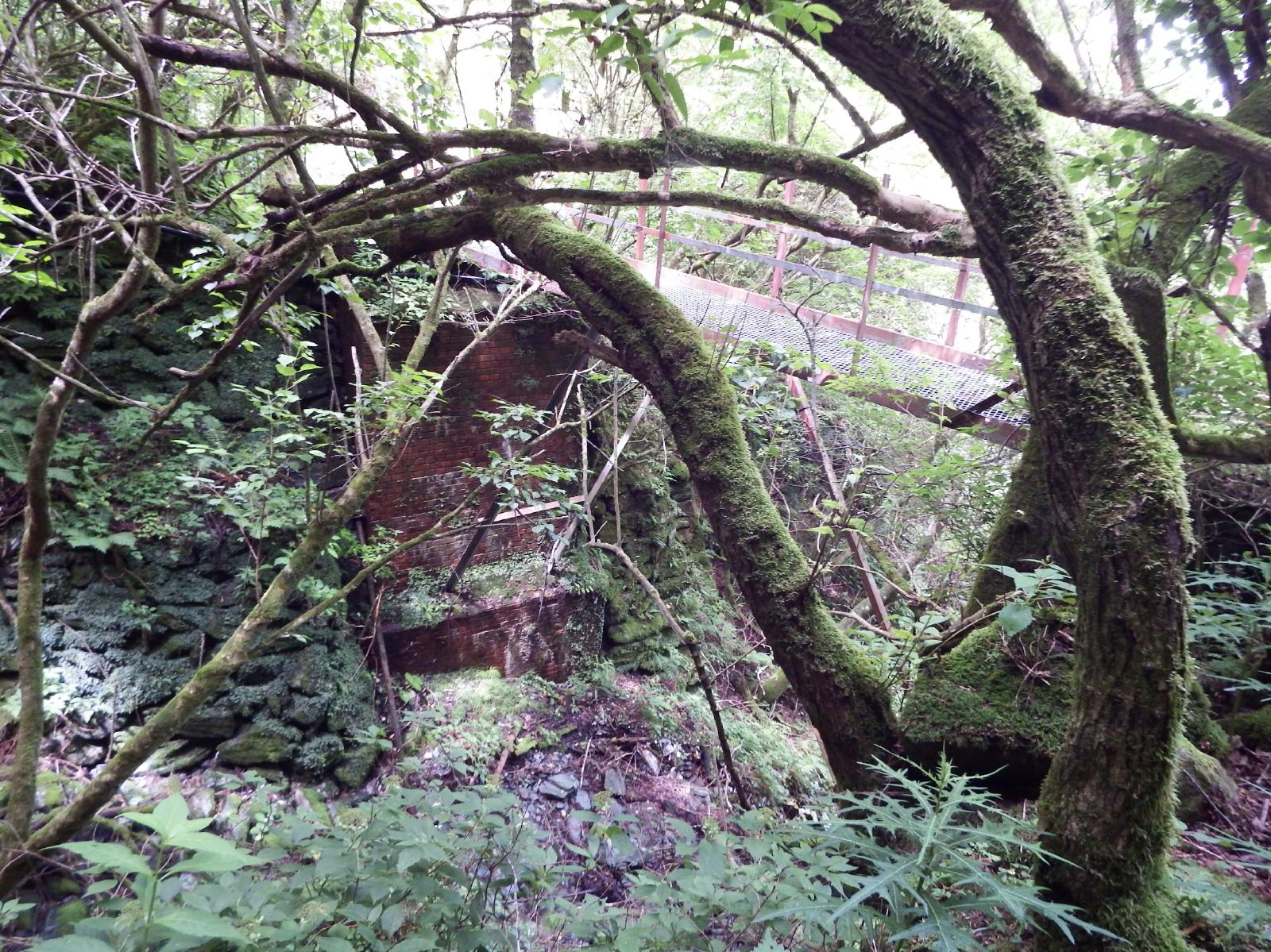
1番目の壊れた鉄橋